# Петко Стамболски
Петко Стамболски е български кондурджия, земеделец и политик, кмет на Орхание в периода 1901 – 1903 г.

## Биография
Роден е около 1856 г. Произхожда от заможен род със значително недвижимо имущество. На 2 май 1901 г. е избран за кмет на Орхание. Негов заместник е Христо Дишов. По време на неговото управление обръща голямо внимание на просветното дело в града. След като изгаря първоначалното училище в града, по това време започва строежа на ново, което е открито заедно с Прогимназията през 1902 г. Общината провежда търгове за отдаване под наем на градския часовник, градското кафене и други обекти. Въведено е т.нар. сергийно право и такси за чиновнически услуги, театрални постановки, луксозни кучета и други. Открива се ветеринарна лечебница и започва да излиза първият местен вестник „Огледало“.